# Chứng đau cách hồi
Đau nhức các chi là một triệu chứng phổ biến thường gặp ở những người trung niên và cao tuổi. Triệu chứng đau ảnh hưởng rất nhiều đến chất lượng cuộc sống cũng như công việc. Nguyên nhân gây ra rất đa dạng: bệnh lý cơ xương khớp, bệnh lý thần kinh, bệnh lý mạch máu... Trong số đó, đau cách hồi là triệu chứng thường dễ bị bỏ sót, hoặc có thể bị nhầm lẫn nếu 
như khai thác không đầy đủ. Bệnh nhân cũng có thể bỏ mất cơ hội điều trị và theo dõi bệnh mạch máu ở giai đoạn sớm, hoặc
có thể dẫn tới những hậu quả đáng tiếc về sau. 

## Khái niệm
Đau cách hồi là hiện tượng đau cố định một nhóm cơ, thường là cơ cẳng chân, cơ đùi, cơ mông. Cơn đau được mô tả với cảm giác co rút, thắt chặt, đau nhức, rất khó chịu xảy ra sau khi gắng sức hay khi đi lại một quãng đường nhất định. Cơn đau thường chỉ giảm, nhẹ bớt khi người bệnh ngồi nghỉ, để thõng chân. Nhưng nếu tiếp tục đi thì sau một quãng đường cố định 
như cũ, cơn đau sẽ xuất hiện trở lại. Đau cách hồi sẽ làm người bệnh không thể đi liên tục trong một quãng đường dài, mà phải khập khiễng và ngắt quãng với từng quãng đường ngắn, vừa đi vừa nghỉ từng đoạn một. Người bệnh cũng có thể khai rằng nếu hoạt động nặng hoặc chạy nhanh, hoặc đi lên dốc, hoặc lội nước, cơn đau sẽ xuất hiện sớm hơn so với đi trên đường 
bằng phẳng.

## Dịch tễ
Theo một nghiên cứu ở Mỹ, tỷ lệ mắc chứng đau cách hồi ở 40-60 tuổi là 2% nhưng ở tuổi trên 70 thì tăng lên 20%. Bệnh gây đau đớn kéo dài, nguy cơ cắt cụt chi sau 15 năm mắc bệnh lên đến 70%, làm giảm nghiêm trọng chất lượng cuộc sống của người bệnh.

## Nguyên nhân
Chủ yếu do xơ vữa động mạch và viêm nội động mạch. Từ đó dẫn đến tình trạng thiếu máu, rối loạn dinh dưỡng và gây đau, 
dần dần xuất hiện hoại tử ở ngón và bàn chân, kể cả cổ và cẳng chân.

## Tiến triển
Chứng đau cách hồi là biểu hiện của bệnh viêm tắc động mạch mạn tính diễn biến từ từ theo nhiều giai đoạn khác nhau. Có 
nhiều cách phân loại các giai đoạn bệnh. Nhưng chính xác và dễ hiểu nhất là bảng phân loại của Lerich và Fontaine, vì nó 
đơn giản, dễ áp dụng: 
Giai  đoạn bệnh	 
Giai đoạn I	Không có triệu chứng, không có tổn thương tắc nghẽn đáng kể về mặt huyết động học
Giai đoạn II
- Đau cách hồi nhẹ và không ảnh hưởng đến sinh hoạt hàng ngày, Đau xuất hiện với khoảng cách đi trên 150 m
- Đau cách hồi nặng gây cản trở đến sinh hoạt  hàng ngày, Đau xuất hiện khi đi được dưới 150 m.
Giai đoạn III	Đau ngay cả khi nghỉ ngơi, buộc bệnh nhân phải ngồi thõng chân.
Giai đoạn IV	
- Hoại tử từng phần chi, loét chi do thiếu máu cục bộ tại chỗ và thiếu máu cục bộ lan toả ở xa
- Hoại tử lan rộng quá bàn chân
Khi bệnh đã ở giai đoạn trễ, tức giai đoạn III và IV, các tổn thương xuất hiện nhiều và điển hình giúp việc chẩn đoán trở nên dễ dàng. Ngược lại ở giai đoạn II, cần phải khám kỹ mới chẩn đoán được. Bệnh nhân có các dấu hiệu cường giao cảm như: vã mồ hôi, lạnh chi, một số bệnh nhân có dấu hiệu tím tái của chi. 
Rối loạn dinh dưỡng là dấu hiệu rất đặc trưng và là hậu quả của việc thiếu máu nuôi dưỡng chi do tắc động mạch. Trong đó, rối loạn dinh dưỡng được chia làm hai mức độ:
Rối loạn dinh dưỡng nhẹ, bao gồm: Khô da, tróc vẩy, rụng lông, gãy móng, thay đổi màu sắc của da khi thay đổi tư thế của chi như tái nhạt khi giơ cao chi và trở nên đỏ bầm khi hạ chi xuống.
Rối loạn dinh dưỡng nặng: Cơ bị teo, các vết thương ở chi chậm hay không lành, loét đầu chi, hoại tử đầu chi khu trú hay lan rộng.

## Biến chứng
Cắt cụt chi

## Điều trị

### Thuốc điều trị
- Thuốc chống đông: Aspirin, Clopidogrel giúp giảm thiểu yếu tố nguy cơ
- Cilostazol, Pentoxifyline: cải thiện triệu chứng và gia tăng khoảng cách đi lại ở bệnh nhân bệnh động mạch ngoại vi và đau cách hồi
- Varicause: Cải thiện triệu chứng, gia tăng khoảng cách đi lại và ngăn ngừa các tiến triển xấu ở bệnh nhân đau cách hồi.

### Cải thiện chức năng
Bệnh nhân đau cách hồi được tập luyện có giám sát, điều chỉnh chế độ ăn phù hợp, bỏ thói quen xấu và sử dụng các sản phẩm có nguồn gốc thiên nhiên. Nhiều bệnh nhân hạn chế đi lại hàng ngày vì sợ đau và sợ bị tổn thương thêm là một quan điểm sai lầm. Thực hiện chương trình đi bộ đều đặn sẽ cải thiện đáng kể triệu chứng ở hầu hết bệnh nhân có đau cách hồi từ 80 – 234% so với các nghiên cứu đối chứng.

### Điều trị can thiệp qua da và phẫu thuật
Đối với bệnh nhân có triệu chứng nặng hoặc nguy cơ hoại tử khi đã điều trị nội khoa tối ưu thì cần xem xét chỉ định chụp mạch và can thiệp
- Can thiệp động mạch qua da: được làm thông bằng bóng, có thể đặt stent
- Phẫu thuật: lấy mảng xơ vữa, bắc cầu nối động mạch
- Cắt cụt chi được chỉ định trong bệnh lý động mạch chi dưới giai đoạn nặng có hoại tử đầu chi, hoặc kết quả can thiệp và/hoặc phẫu thuật thất bại.